# Cité Mon Logis
La Cité Mon Logis est un habitat collectif située à Marcinelle, section de la ville belge de Charleroi. Elle a été conçue entre 1951 et 1958 par l'architecte Victor Bourgeois pour la société d'habitation à bon marché Mon Logis.

## Histoire
Le développement de la Cité Mon Logis n'est qu'une partie d'un projet plus vaste qui devait être construit sur l'ancienne "plaine du Pige". L'ambition initiale du projet du 1951 était de développer une cité-jardin de 300 unités de logement avec des équipements collectifs. En raison de l'acquisition incomplète des terrains, le projet verra le jour en 1953 dans sa partialité.

## Architecture
La cité se compose d'un total de 68 unités d'habitation. La typologie est celle de maisons mitoyennes regroupées de quatre à sept unités. Le projet comporte cinq types de logements différents et se caractérise par certains bâtiments avec soubassement en pierre pour résoudre les problèmes liés à la monotonie des grands ensembles. L'architecture est marquée par des volumes à double pente faits de briques peintes en blanc qui donnent à l'ensemble un caractère anonyme.

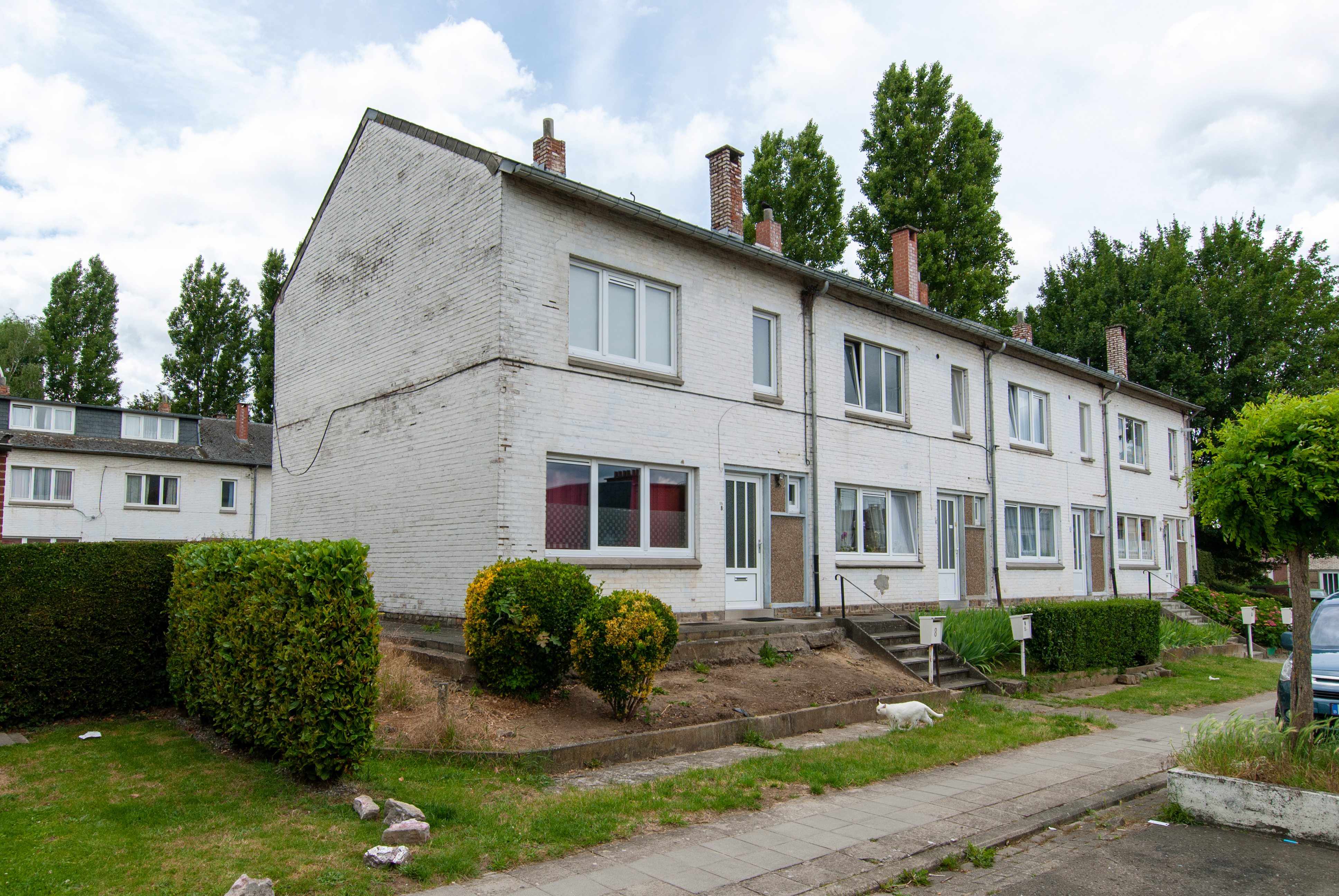
Vue en angle d'un bâtiment avec sousbassement.